# 부산 삼광사 석조여래좌상
부산 삼광사 석조여래좌상(釜山 三光寺 石造如來坐像)은 부산광역시 부산진구, 삼광사에 있는 불상이다. 2014년 5월 21일 부산광역시의 유형문화재 제145호로 지정되었다.

## 개요
삼광사 석조여래좌상은 조선 후기 경상도 지역에서 많이 확인되는 불석으로 만든 작품이다. 전체 높이가 104cm에 이르는 큰 불상으로, 넓은 어깨와 높은 무릎에서 안정감 있는 비례를 형성하고 있다. 얼굴은 방형이며 눈썹과 콧수염, 턱수염이 표현되었다. 얼굴, 목, 가슴, 손에는 금분이 칠해져 있고, 나머지 신체 부분에는 금박으로 처리되었다.
편삼 위에 변형편단우견으로 입은 대의 형식과 승각기의 표현 등은 17~18세기 불상의 특징이며, 얼굴이 커지는 현상과 왼쪽 무릎에 늘어진 특징적인 옷자락 형식 등은 17세기 후반에서 18세기 전반 경의 특징을 보여주는 것이다.
삼광사 석조여래좌상은 기본적인 도상 및 옷 주름이 17~18세기의 양식을 따르고 있고, 조선 후기 부산․경남 지역 석조 불상의 대표적인 재료인 불석으로 제작되었으며, 전체 규모가 1m 이상으로 매우 클 뿐만 아니라 보존상태가 아주 좋고 조선 후기 석조여래좌상의 일반적인 특징과 미의식이 반영되어 있어 문화재적 가치가 높은 작품이다.